# Цибиківка
Циби́ківка — колишнє селище на території Чигиринського району Черкаської області України. Адміністративно підпорядковувалось Іванівській сільській раді.